# Rödrockar

Brittisk soldat i sin rödrock cirka 1742.

Rödrockar (Redcoats) kallades de brittiska soldaterna under den tid då de bar sin karaktäristiska röda uniformsrock.
Rödrockarna var mycket fruktade för sin tid (1700-1850), då de hade en  hög disciplin och metodiskt angrep motståndare och försvarade sig. De använde olika sorters vapen, såsom musköter och sablar, och med allt mer avancerade gevär fram till tiden då de ersattes av repetergevär.
När den brittiska armén skaffade den nya uniformen kallad "Khaki", så fortsatte vissa soldater att använda den röda uniformen några år till. Idag finns den röda uniformen kvar i den kungliga vakten och i många regementband.

## Rödrockar i populärkultur
Några kända filmer man kan se rödrockar är till exempel Patrioten, som handlar om den amerikanska revolutionen. Andra filmer/serier kan vara Waterloo, Zulu Dawn, och även filmen Monty Pythons Meningen med livet, fast där driver man narr med dem. En TV-serie där de förekommer är Sharpe's Rifles. Förekommer även i flera scener i Pirates of the Caribbean-filmerna. De förekommer också i spelserien Assassin's Creed samt i tv-serien Outlander.